# Derivata covariante
In matematica, la derivata covariante estende il concetto usuale di derivata (più precisamente di derivata direzionale) presente nell'ordinario spazio euclideo a una varietà differenziabile arbitraria. Tramite la derivata covariante è possibile calcolare la derivata di un campo vettoriale o di un più generale campo tensoriale in un punto, lungo una direzione fissata.
La nozione di derivata covariante è essenzialmente equivalente a quella di connessione. Su una varietà differenziabile è possibile scegliere fra una infinità di possibili connessioni, e quindi di possibili nozioni di derivata covariante. In una varietà riemanniana esiste invece una nozione appropriata di connessione (la connessione di Levi-Civita) e quindi di derivata covariante.
Tramite la derivata covariante si definiscono vari tensori che misurano la curvatura della varietà. Fra questi, il tensore di Riemann ed il tensore di Ricci. Tutti questi elementi sono utili in relatività generale.

## Definizione

### Derivata di un campo vettoriale rispetto ad un altro campo vettoriale
Sia {\displaystyle M} una varietà differenziabile. Sia {\displaystyle {\mathfrak {X}}(M)} l'insieme di tutti i campi vettoriali su {\displaystyle M}. Una derivata covariante per {\displaystyle M} è un operatore 
{\displaystyle \nabla :{\mathfrak {X}}(M)\times {\mathfrak {X}}(M)\longrightarrow {\mathfrak {X}}(M).}
L'immagine {\displaystyle \nabla (X,Y)} viene generalmente indicata con {\displaystyle \nabla _{X}Y}. L'operatore deve soddisfare le proprietà seguenti.
- Linearità a destra, con {\displaystyle {\mathfrak {X}}(M)} interpretato come spazio vettoriale reale:

{\displaystyle \nabla _{X}(\lambda _{1}Y_{1}+\lambda _{2}Y_{2})=\lambda _{1}\nabla _{X}Y_{1}+\lambda _{2}\nabla _{X}Y_{2}.}
- Linearità a sinistra, con {\displaystyle {\mathfrak {X}}(M)} interpretato come modulo sull'anello delle funzioni lisce su {\displaystyle M}:

{\displaystyle \nabla _{f_{1}X_{1}+f_{2}X_{2}}Y=f_{1}\nabla _{X_{1}}Y+f_{2}\nabla _{X_{2}}Y.}
- Una versione della regola di Leibnitz:

{\displaystyle \nabla _{X}(fY)=f\nabla _{X}Y+Y\nabla _{X}f.}
Nelle suddette eguaglianze {\displaystyle f,f_{1},f_{2}} sono funzioni lisce su {\displaystyle {\mathfrak {X}}(M)} (cioè campi scalari), {\displaystyle \lambda _{1},\lambda _{2}} sono scalari (cioè funzioni costanti), {\displaystyle X,Y} sono campi vettoriali.
Il prodotto {\displaystyle fX} fra una funzione liscia e un campo vettoriale è un campo vettoriale ottenuto riscalando in ogni punto {\displaystyle x} il vettore di {\displaystyle X} per il termine {\displaystyle f(x)}. Il termine {\displaystyle \nabla _{X}f} è l'usuale derivazione di una funzione lungo un campo vettoriale, univocamente determinata da {\displaystyle M}. Interpretando i vettori tangenti proprio come derivazioni di funzioni lisce, questo termine è spesso indicato con {\displaystyle X(f)}.
Una derivata covariante {\displaystyle \nabla }, definita in questo modo, può essere quindi interpretata in altri modi, sostituendo {\displaystyle X} e {\displaystyle Y} con altri oggetti.

### Derivata di un campo vettoriale lungo un vettore
La condizione di linearità a sinistra è più forte di quella richiesta a destra. Come conseguenza di questo fatto, il valore di {\displaystyle \nabla _{X}Y} in un punto {\displaystyle x_{0}} dipende in realtà soltanto dal valore di {\displaystyle X} in {\displaystyle x_{0}}, e non dai valori che assume nei punti vicini (come invece accade per {\displaystyle Y}). Questa proprietà permette quindi di definire, per ogni vettore tangente {\displaystyle v} in {\displaystyle x_{0}} e per ogni campo vettoriale {\displaystyle Y}, la derivata covariante di {\displaystyle Y} lungo {\displaystyle v}
{\displaystyle \nabla _{v}Y.}
Il risultato di questa operazione è un vettore tangente in {\displaystyle x_{0}}, che misura la variazione del campo {\displaystyle Y} lungo la direzione {\displaystyle v}.

### Derivata di un campo vettoriale
Un campo vettoriale è un campo tensoriale di tipo (1,0).
Se si omette il campo base {\displaystyle X}, la derivata covariante 
{\displaystyle \nabla Y}
di un campo vettoriale {\displaystyle Y} è in modo naturale un campo tensoriale di tipo (1,1). Si tratta del campo che, contratto su un campo vettoriale {\displaystyle X}, restituisce il campo vettoriale {\displaystyle \nabla _{X}Y}.

### Derivata di un campo tensoriale
Una derivata covariante {\displaystyle \nabla } trasforma i tensori di tipo {\displaystyle (1,0)} in tensori di tipo (1,1). Si estende in modo naturale ad un operatore che trasforma i tensori di tipo {\displaystyle (h,k)} in tensori di tipo {\displaystyle (h,k+1)}. Esiste infatti un'unica estensione a tensori arbitrari che soddisfi le proprietà seguenti:
- {\displaystyle \nabla (\lambda _{1}T_{1}+\lambda _{2}T_{2})=\lambda _{1}\nabla T_{1}+\lambda _{2}\nabla T_{2}}
- {\displaystyle \nabla (T_{1}\otimes T_{2})=(\nabla T_{1})\otimes T_{2}+T_{1}\otimes (\nabla T_{2}).}

## Simboli di Christoffel
Una carta fornisce un diffeomorfismo fra un aperto di {\displaystyle M} ed un aperto {\displaystyle A} di {\displaystyle \mathbb {R} ^{n}}. Nell'aperto {\displaystyle A} sono definiti i campi di vettori coordinati locali {\displaystyle {\mathbf {e} }_{1},\ldots ,{\mathbf {e} }_{n}} e quindi tutti i tensori possono essere agevolmente scritti in coordinate. In un punto di {\displaystyle A}, la derivata covariante del campo {\displaystyle {\mathbf {e} }_{i}} nella j-esima direzione è una combinazione lineare
{\displaystyle {\nabla _{j}}\,{\mathbf {e} }_{i}=\Gamma _{ij}^{1}{\mathbf {e} }_{1}+\ldots +\Gamma _{ij}^{n}{\mathbf {e} }_{n}=\Gamma _{ij}^{k}{\mathbf {e} }_{k}.}
Nell'ultima espressione si fa uso della notazione di Einstein. Gli oggetti {\displaystyle \Gamma _{ij}^{k}} sono funzioni regolari (i.e., sono funzioni differenziabili) 
{\displaystyle \Gamma _{ij}^{k}:A\to \mathbb {R} }
dipendenti da tre indici, e sono detti simboli di Christoffel. Nonostante la notazione, i simboli di Christoffel non sono dei tensori: il loro comportamento dipende fortemente dalla carta scelta. I simboli di Christoffel descrivono completamente e concretamente la derivata covariante {\displaystyle \nabla } nell'intorno di un punto.

## Derivata covariante di un campo tensoriale
La derivata covariante di un campo vettoriale {\displaystyle v} può essere calcolata in una carta facendo uso dei simboli di Christoffel nel modo seguente:
{\displaystyle \nabla _{j}v^{i}={\frac {\partial v^{i}}{\partial x^{j}}}+\Gamma _{jk}^{i}v^{k}.}
Analogamente, la derivata covariante di un campo tensoriale di tipo (0,1) è data da:
{\displaystyle \nabla _{j}v_{i}={\frac {\partial v_{i}}{\partial x^{j}}}-\Gamma _{ji}^{k}v_{k}}
La derivata covariante di un campo tensoriale di tipo (2,0) è data da:
{\displaystyle \nabla _{k}v^{ij}={\frac {\partial v^{ij}}{\partial x^{k}}}+\Gamma _{k\ell }^{i}v^{\ell j}+\Gamma _{k\ell }^{j}v^{i\ell }}
In generale, per un campo tensoriale di tipo (n, m) la derivata covariante si calcola secondo la formula:
{\displaystyle \nabla _{k}v_{j_{1}\cdots j_{m}}^{i_{1}\cdots i_{n}}={\frac {\partial }{\partial x^{k}}}v_{j_{1}\cdots j_{m}}^{i_{1}\cdots i_{n}}+\sum _{\alpha =1}^{n}\Gamma _{k\ell }^{i_{\alpha }}\ v_{j_{1}\cdots j_{m}}^{i_{1}\cdots i_{\alpha -1}\ \ell \ i_{\alpha +1}\cdots i_{n}}-\sum _{\alpha =1}^{m}\Gamma _{kj_{\alpha }}^{\ell }\ v_{j_{1}\cdots j_{\alpha -1}\ \ell \ j_{\alpha +1}\cdots j_{m}}^{i_{1}\cdots i_{n}}}

## Derivata covariante in teoria dei campi
In teoria dei campi il concetto di derivata covariante compare quando si considerano teorie invarianti sotto trasformazioni interne locali, come le teorie di Yang-Mills. Per esempio, l'elettrodinamica quantistica è una teoria di gauge nella quale la lagrangiana è invariante sotto trasformazioni U(1) locali. La lagrangiana dell'elettrone libero è data da:
{\displaystyle {\mathcal {L}}_{0}={\bar {\psi }}(x)(i\gamma ^{\mu }\partial _{\mu }-m)\psi (x)}
mentre la trasformazione agisce nel modo seguente:
{\displaystyle \psi ^{\prime }(x^{\prime })=U(x)\psi (x)=e^{i\alpha (x)}\psi (x)\;;\quad {\bar {\psi }}^{\prime }(x^{\prime })={\bar {\psi }}(x)U^{\dagger }(x)={\bar {\psi }}(x)e^{-i\alpha (x)}}
Andando a sostituire i campi trasformati nella lagrangiana si nota subito che a causa della derivata {\displaystyle \partial _{\mu }} essa non è invariante. Si introduce perciò una derivata covariante tale che:
{\displaystyle \left(D_{\mu }\psi (x)\right)^{\prime }=U(x)D_{\mu }\psi (x)}
{\displaystyle D_{\mu }=\partial _{\mu }+ieA_{\mu }(x)}
La condizione da richiedere sulle {\displaystyle A_{\mu }(x)} (che, a meno di un fattore costante, sono i simboli di Christoffel) è che a sua volta si trasformi come:
{\displaystyle A_{\mu }^{\prime }=A_{\mu }-{\frac {1}{e}}\partial _{\mu }\alpha (x)}
Di conseguenza, scrivendo (si sottintendono le dipendenze dalle coordinate)
{\displaystyle {\mathcal {L}}={\bar {\psi }}\left(i\gamma ^{\mu }D_{\mu }-m\right)\psi ={\bar {\psi }}\left(i\gamma ^{\mu }\partial _{\mu }-m\right)\psi -e{\bar {\psi }}\gamma ^{\mu }\psi A_{\mu }={\mathcal {L}}_{0}+{\mathcal {L}}_{I}}
si ottiene una teoria invariante sotto le cosiddette trasformazioni di gauge di seconda specie, descritte da:
{\displaystyle \psi \longrightarrow e^{i\alpha }\psi \;;\quad {\bar {\psi }}\longrightarrow {\bar {\psi }}e^{-i\alpha }\;;\quad A_{\mu }\longrightarrow A_{\mu }-{\frac {1}{e}}\partial _{\mu }\alpha }
Il campo {\displaystyle A_{\mu }} è interpretato fisicamente come il campo elettromagnetico, mentre il termine 
{\displaystyle {\mathcal {L}}_{I}=J^{\mu }A_{\mu }=-e{\bar {\psi }}\gamma ^{\mu }\psi A_{\mu }}
rappresenta il termine di interazione tra il campo dell'elettrone e il campo elettromagnetico, con e uguale alla carica elettrica dell'elettrone.